# Surveillante (1778)
Pour la frégate du même nom, voir Surveillante (1802).
La Surveillante est une frégate de classe Iphigénie de 32 canons de la Marine française. Elle prend part aux opérations navales de la guerre d'indépendance des États-Unis, et devient célèbre pour son combat en octobre 1779 contre la frégate britannique HMS Quebec ; en 1783, elle est désignée pour apporter la nouvelle de la fin des hostilités en Amérique. Par la suite, elle prend part aux guerres de la Révolution française, et est sabordée pendant l'Expédition d'Irlande après avoir subi d'importants dégâts au cours d'une tempête. L'épave est localisée en 1979 et son site est désormais protégé.

## Service dans la marine française

### Construction et débuts
La quille de la Surveillante est posée en août 1777 à Lorient, elle est la deuxième frégate de la classe Iphigénie, une série de frégates de 32 canons portant des canons de 12 livres. Elle est conçue et dessinée par Léon Guignace. Lancée le 26 mars 1778, elle est commissionnée en mai de la même année. Le même mois, elle retourne en cale sèche afin que sa coque soit doublée au moyen de plaques de cuivre, devenant le deuxième navire à appliquer une pratique qui se répand alors au sein de la Marine royale française.
Après ces travaux, la Surveillante reprend la mer et est impliquée dans les opérations navales de la guerre d'indépendance des États-Unis ; après avoir brûlé le Lord Cardiff et coulé le corsaire Old England de 18 canons le 12 mars lors de la croisière d'hiver, elle capture le HMS Spitfire le 19 avril 1779. Celui-ci était armé de 20 caronades de 18 et ne consentit à se rendre qu'après avoir démonté toute son artillerie et constaté la perte des trois quarts de son équipage tués ou mis hors de combat. C'était le début de l'époque de l'Alliance franco-espagnole.
Cinq jours avant son combat contre le Québec, la flotte marchande de Saint-Domingue, sous l'escorte d'un vaisseau de guerre et de deux frégates de l'escadre du comte d'Estaing, fait son entrée à Rochefort. Vingt-six de ces bâtiments sont heureusement rentrés et le reste en d'autres ports. La division sortie de Brest aux ordres de Monsieur de Chenisey, pour aller à la rencontre de cette flotte, était composée de multiples vaisseaux. Le Scipion, l'Hercule et le Pluton, français, de 74, l'Arrogant et le Saint-Michel, espagnols de 70 canons et de frégates la Surveillante, l'Hermione, la Gentille, l'Aigrette, la Néréide et du cutter l'Expédition commandé par l'enseigne de vaisseau Alexandre-Amable de Roquefeuil. Ce dernier jouera un rôle important dans le combat qui suit, en effet il se heurtera au cutter Rambler tenu par le lieutenant George. Le capitaine du Couëdic reçoit sa part de la vente du butin du bateau HMS Flox.
Ces cutters étaient appelés également mouche en France et possédaient 10 canons de quatre.

### Combat contre le HMSQuebec
Le 6 octobre 1779, au large d'Ouessant, la Surveillante, commandée par le lieutenant du Couëdic de Kergoualer, rencontre le HMS Quebec (32), commandée par le captain George Farmer. Un violent combat de trois heures et demie s'ensuit alors. Les deux frégates subissent des dégâts considérables et de lourdes pertes, étant toutes deux démâtées. La bataille prend fin quand le Quebec, tirant à travers ses propres voiles qui étaient tombées et recouvraient son pont et ses sabords, prend feu et explose. La Surveillante, qui faisait eau, a 30 morts et 85 blessés à son bord.
Le capitaine français du Couëdic met à la mer le seul canot qui lui reste pour recueillir tous les marins anglais qui avaient survécu à l'explosion. Ces derniers unissent leurs forces à celles des Français pour sauver la Surveillante. Ensemble, ils parviennent à regagner Brest le lendemain, et, en remerciement, les Anglais sont traités en naufragés et non en prisonniers de guerre.

#### Iconographie
De nombreux tableaux et dessins sont faits de cette bataille, notamment par Auguste-Louis de Rossel (dont un des trois tableaux commandés est exposé au Musée de la Marine à Paris), George Carter et par Robert Dodd. Un magnifique tableau du combat se trouvait au Musée de la Coopération de Blérancourt près de Soissons.
Pierre-Julien Gilbert, peintre brestois a réalisé Le Québec en feu. Il est au musée des Beaux-Arts de Brest.  Auguste  Biard et Albert Dawant ont réalisé plusieurs tableaux représentant la descente du commandant du Couëdic hors de la Surveillante. Il était généralement entouré de ses trois neveux présents au combat.
Une aquarelle bien romantique d'Alfred Paris est celle du pilote J.B. Le Mancq (tenant haut le drapeau blanc aux fleurs de lys) au combat de la Surveillante et du Québec. La lithographie serait de Charles Gillot (1853-1903) parue dans le livre Marins de France de Raimes.

Combat du 6 octobre 1779
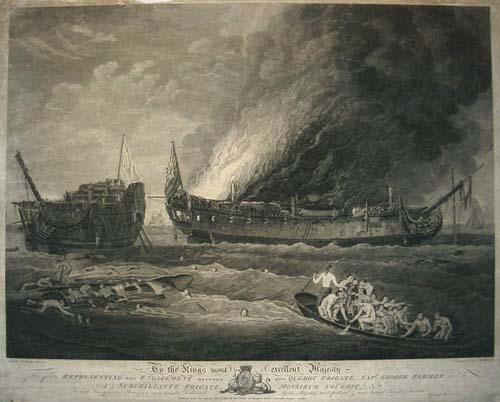
Gravure d'après l'aquarelle de George Carter.
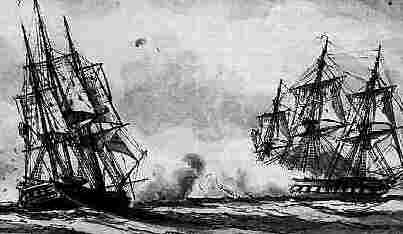

### Fin de la guerre d'indépendance des États-Unis
Le roi Louis XVI avait fait restaurer à l'identique ce prestigieux bateau. Il la confie au baron de Valois (Jacques de La Motte-Valois). Cette frégate allait accompagner les vaisseaux en partance vers les Amériques.
Le 19 février 1781, la Surveillante, en compagnie de l'Éveillé, de son sister-ship La Gentille et du cotre Guèpe, elle capture le HMS Romulus en baie de Chesapeake.
À l'été 1783, elle est désignée, en compagnie de la frégate britannique HMS Medea, pour porter en Amérique la nouvelle de la Paix de Paris qui met fin à la guerre entre la France et la Grande-Bretagne. Le baron de Valois décède en 1785 à l'Ile-de-France (actuelle Ile Maurice), l'année même de l'Affaire du collier où sa jeune sœur (Jeanne de Valois-Saint-Rémy comtesse de la Motte) était impliquée.

### Guerres de la Révolution française
Pendant les guerres de la Révolution française, en 1796, elle prend part à l'Expédition d'Irlande mais, gravement endommagée pendant une tempête, elle n'est pas jugée assez fiable pour pouvoir rentrer en France. Elle est sabordée en baie de Bantry.

## Bicentenaire du combat
À l'occasion du bicentenaire de cet épique combat, en 1979, un ensemble d'activités regroupa les familles des combattants à Paris pour une journée mémorable. Une messe à Notre-Dame, une exposition au Musée de la Marine et un grand déjeuner... La médaille de Paris et M. M. Moufle avaient exécuté une splendide médaille en bronze. Les descendants de Farmer étaient devenus Français, ce qui facilita les choses...

## Découverte de l'épave
Après l'explosion du Bételgeuse en 1979, l'épave de la Surveillante est découverte par 23 mètres de fond dans la baie de Bantry. Le site de l'épave est désormais protégé en tant que mémorial, et une maquette au 1⁄6 est exposée au musée de Bantry.